# Musée d'Art contemporain de Belgrade
Le musée d'Art contemporain de Belgrade (en serbe Музеј савремене уметности у Београду et Muzej savremene umetnosti u Beogradu ou MSU, en anglais Museum of Contemporary Art of Belgrade ou MoCAB) est un musée de Belgrade, la capitale de la Serbie.
Créé en 1958 sous le nom de musée d'Art moderne, il rassemble et présente des œuvres postérieures à 1900, créées en Serbie et, plus généralement, dans tous les pays de l'ex-Yougoslavie ; la collection permanente compte quelque 8 500 œuvres. Le musée accueille également des expositions internationales dans les domaines de l'art moderne et de l'art contemporain. Depuis 1961, il organise aussi dans la vieille ville le Salon du MoCAB. Fermé en 2007 pour restauration, le musée a rouvert au public le 20 octobre 2017.

## Emplacement
Le musée d'art contemporain est situé dans la municipalité de Novi Beograd. Construit au bord de la Save, près de son confluent avec le Danube, il se trouve dans le parc d'Ušće, non loin du pont de Branko.

## Architecture
L'édifice est une œuvre des architectes Ivan Antić et Ivanka Raspopović ; conçu en 1960, le projet est sorti de terre entre 1960 et 1965. Le musée d'Art contemporain a ouvert ses portes le 20 octobre 1965. Au cours de ce même mois d'octobre, les deux architectes ont vu leur création récompensée par un prix de la Ville de Belgrade. Le bâtiment est aujourd'hui inscrit sur la liste des biens culturels de la ville de Belgrade.
Le musée est doté de grandes baies vitrées qui permettent un contact étroit entre le musée et son environnement naturel ; l'espace intérieur est constitué d'un seul volume, sans murs ni couloirs, avec un escalier central qui permet d'accéder à des demi-étages. Le parc autour du musée est orné de sculptures.
Le musée a connu d'importants travaux de rénovation de 2007 à 2017, souvent interrompus en raison de problèmes de financement.

## Collections
Le musée d'art contemporain fonctionne comme un véritable centre de documentation : il possède une bibliothèque qui rassemblait plus de 4 800 livres et 23 000 catalogues ; il dispose aussi d'une hémérothèque qui conserve 350 000 coupures de presse ; il abrite également une photothèque et une médiathèque.
Il abrite surtout une importante collection de peintures et de sculptures. Les œuvres, aujourd'hui conservées en dehors du musée, sont exposées à Belgrade dans les trois galeries où les équipes du musée continuent de programmer des expositions.

### Peinture 1900-1918
La période de 1900 à 1918, qui inclut l'impressionnisme, est notamment représentée par Nadežda Petrović et Rihard Jakopič. Le musée possède également des œuvres de Bora Stevanović, Marko Murat, Beta Vukanović etc.
Bohémienne avec une écharpe rouge, par Nadežda Petrović, 1905

### Peinture 1918-1941
Cette seconde période se caractérise par un véritable foisonnement de courants : constructivisme, expressionnisme, surréalisme, intimisme et réalisme militant ou critique. On y trouve des œuvres de Petar Dobrović, Marin Tartalja, Milo Milunović, Kosta Hakman, Sava Šumanović, Milan Konjović, Jovan Bijelić, Nikola Graovac, Lazar Ličenoski, Ljuba Babić, Antun Motik, Nedeljko Gvozdenović, Radojica Noa Živanović, Krsto Hegedušić ainsi que celles de beaucoup d'autres artistes.
- Le Bateau ivre, par Sava Šumanović, 1927
- Bacchanale, par Ignjat Job, 1932-1933
- Petite fille dans une voiture d'enfant, Jovan Bijelić, 1933
- Le Joueur de Guzla, par Petar Lubarda, 1935
- La Vénus à la lampe, par Milena Pavlović-Barili, 1938

#### Œuvres de Kosta Hakman (1899-1961)
- Paysage de Pologne, 1924
- Village près d'une usine, 1924-1925
- Une Rue à Paris, 1926
- Une Rue à Paris, 1928
- Le Pont neuf, 1928
- Autoportrait, 1928
- Nature morte au chou, 1930
- Paysage aux chardons, 1934
- Nature morte à la cafetière turque, 1936

#### Œuvres de Milan Konjović (1898-1993)
- Nature morte, 1922
- Le Semeur, 1938
- Pero de Konavlje, 1938

### Peinture à partir de 1945
Cette dernière période est la mieux représentée dans les collections du musée d'art contemporain de Belgrade. On y trouve les tendances les plus diverses : néo-surréalisme, art informel, action painting, paysagisme abstrait, peinture néo-figurative, etc.. On y trouve des œuvres de Petar Lubarda, Dado, Đorđe Andrejević Kun, Milo Milunović, Edo Murtić, Ferdinand Kulmer, Lazar Vujaklija, Marko Čelebonović, Stojan Aralica, Ivan Tabaković, Lazar Vozarević, Stojan Ćelić, Zoran Petrović, Janez Bernik, Ivan Generalić, Vangel Naumovski, Branko Miljuš, Leonid Šejka, Milić Stanković (Milić de la Mačva), Vladimir Veličković, Milovan Destil Marković, etc.

### Sculpture
La collection de sculptures forme un département à part. Les artistes yougoslaves les plus importants du XXe siècle y sont représentés : Ivan Meštrović, Antun Augustinčić, Vanja Radauš, Frano Kršinić, Petar Palavičini, Risto Stijović, Sreten Stojanović. La jeune génération y est représentée avec des œuvres de Nadežda Prvulović, Nebojša Mitrić, Milija Nešić etc.